# Voo Avianca 4
O voo Avianca 4 foi uma linha aérea realizada da empresa Aerovías Nacionales de Colombia (Avianca) que cobria a rota entre as cidades de Cartagena e Bogotá. No dia 14 de janeiro de 1966, ocorreria um acidente com uma aeronave cobrindo essa rota, deixando um saldo de 56 mortos e 8 feridos.

## Aeronave
Desenvolvido para atender um pedido da United Airlines, que solicitava uma aeronave maior e de maior alcance que os DC-3, o Douglas DC-4 faria seu primeiro voo de testes em 1939. Para ter sua capacidade de transporte ampliada, foi desenvolvido um trem de pouso do tipo triciclo, sendo o DC-4 a primeira aeronave do mundo a utilizá-lo. Com o advento da Segunda Guerra Mundial ,todas as aeronaves de transporte seriam requisitadas pelo exército americano, de forma que a produção do DC-4 seria encerrada após a construção de 79 unidades. Uma versão militar da aeronave seria construída sob o nome de C-54 Skymaster. Entre 1942 e 1947 seriam produzidos 1170 Douglas C-54 Skymaster. Após o conflito, seriam vendidas como material excedente de guerra para diversas companhias aéreas do mundo, dentre as quais a Avianca. A Avianca estava em franca expansão de suas rotas para Quito, Lima, Panamá, Miami, New York e para a Europa e adquiriu 26 aeronaves DC-4/ C-54 entre 1946 e 1948. A aeronave acidentada foi construída em 1944 e tinha o número de construção 18325. Ao ser adquirida pela Avianca em 1948 recebeu o prefixo HK-730.

## Acidente
O Douglas C-54 Skymaster prefixo HK-730 pousaria no Aeroporto Crespo, Cartagena, às 19h57 min, completando mais um voo da rota entre essa cidade e a capital, Bogotá. Após o pouso, a aeronave seria revisada e preparada para decolar novamente, agora para Bogotá, cumprindo o voo 4 da Avianca.
Às 20h50 min, foi dada autorização para a decolagem. Após percorrer os 1600 metros da pista 36, o Douglas HK-730 decolaria sem problema. Após subir para cerca de 70 pés, o Douglas iniciou mergulho acentuado rumo ao Oceano Pacífico, cerca de 1300 metros do final da pista. O choque da aeronave com as águas da Baía de Cartagena foi violento, fazendo partir a fuselagem em duas partes que afundariam rapidamente. Os esforços de resgate seriam iniciados pouco tempo depois, por pescadores da região, porém o mar estava muito agitado, dificultando o resgate. Mesmo assim, 8 sobreviventes seriam resgatados.

## Consequências
Após vários meses de investigação, seriam constatados problemas na manutenção da Avianca que era incapaz de efetuar as inspeções periódicas e a manutenção de rotina nos prazos. Ao decolar, o Douglas HK-730 sofreria uma pane no trem de pouso esquerdo e no motor nº 2. Essa pane seria agravada por procedimentos efetuados de forma incorreta pela tripulação. Durante a autópsia do piloto seria constatado que ele sofrera um desmaio durante a pilotagem, agravando as condições do voo, que acabariam por derrubar a aeronave.
O acidente do Voo 4 se somaria a outros 6 ocorridos num intervalo de 2 anos (entre março de 1965 e abril de 1967), onde morreriam ao todo 192 pessoas:
- 22 de março de 1965. Queda de um C-47 prefixo HK-109 após manter voo VFR em condições meteorológicas desfavoráveis. A aeronave, que fazia o voo Avianca 676 entre Bogotá e Bucaramanga bateria na encosta do Pico Pan de Azucar, matando todos os seus 29 ocupantes;
- 17 de outubro de 1965. Colisão aérea entre o C-47, prefixo HK-188 que realizava o Voo Avianca 504 e o Piper PA-18A Super Cub 150 HK-922P do Aeroclub de Bogotá, sobre os céus de Bucaramanga. O acidente deixaria um saldo de 18 mortos;
- 8 de novembro de 1965. Colisão de um C-47 com o Pico Cerro del Diablo (2 800m). A aeronave prefixo HK-1202 era operada pelo Taxi Aéreo Opita - TAO e fazia voo entre Neiva e San Vicente del Caguán. O choque com a montanha mataria 26 pessoas e deixaria 10 feridas;
- 18 de dezembro de 1966. Durante aproximação final para o pouso em Bogotá, um Lockheed L-1649 Starliner registro N7301C, arrendado pela Aerocondor, cairia a poucos metros do Aeroporto de Bogotá. A aeronave que fazia o voo internacional Miami - Bogotá, estava transportando 59 pessoas, entre passageiros e tripulantes. O acidente causaria a morte de 17 pessoas;
- 24 de dezembro de 1966. Queda de um C-47 com 29 pessoas a bordo. Fazendo o voo Avianca 59 entre Bogotá e Pasto com escala em Cali, a aeronave caiu numa região próxima ao rio Cascabel sem deixar sobreviventes;
- 27 de abril de 1967. Queda do C-47 prefixo HK 326, durante voo entre Sogamoso e San Luis de Palenque. A aeronave caiu após decolar, matando 17 dos seus 18 ocupantes.

Esses acidentes deixariam a Avianca e o setor aéreo em situação delicada perante a opinião pública e as autoridades, obrigando a empresa a investir em melhorias na manutenção, treinamento de suas tripulações e na aquisição de novas aeronaves, que substituiriam os velhos Douglas DC-3 e DC-4 no transporte de passageiros e (após 1975) no transporte de cargas. O estado colombiano por sua vez, teve de investir na melhoria da infraestrutura aeroportuária e no melhor monitoramento do espaço aéreo.